# Vardenik (Armenia)
Vardenik (in armeno Վարդենիկ?, fino al 1945 Gyuzeldara) è un comune dell'Armenia di 9 669 abitanti (2009) della provincia di Gegharkunik.